# Avançon (rivière)
Pour les articles homonymes, voir Avançon.
L'Avançon ou Avençon est une rivière de Suisse, affluent de la rive droite du Rhône. 

## Parcours
Elle résulte de la confluence de l'Avançon d'Anzeindaz et de l'Avançon de Nant qui se rejoignent près du hameau de Peuffaire, à l'altitude de 730 m. Dès lors la rivière coule vers le sud, traverse la commune de Bex et se jette dans le Rhône, en face de Massongex. L'Avançon d'Anzeindaz a un cours de 10,8 km et l'Avançon de Nant de 8,6 km[réf. nécessaire].
L'Avançon d'Anzeindaz, branche principale, prend sa source dans la région du mont Bellaluex et passe près d'Anzeindaz, où elle reçoit des eaux des Diablerets, puis descend en direction de Gryon[réf. nécessaire].
La seconde branche, l'Avançon de Nant, prend sa source dans le Vallon de Nant au pied du Glacier des Martinets. La rivière descend vers Pont de Nant, Les Plans-sur-Bex, puis Frenières-sur-Bex où elle reçoit sur sa rive gauche les eaux de l'Ivouette (4,2 km)[réf. nécessaire].
L'Avançon a un caractère torrentiel et la surface totale de son bassin est d'environ 80 km2[réf. nécessaire].

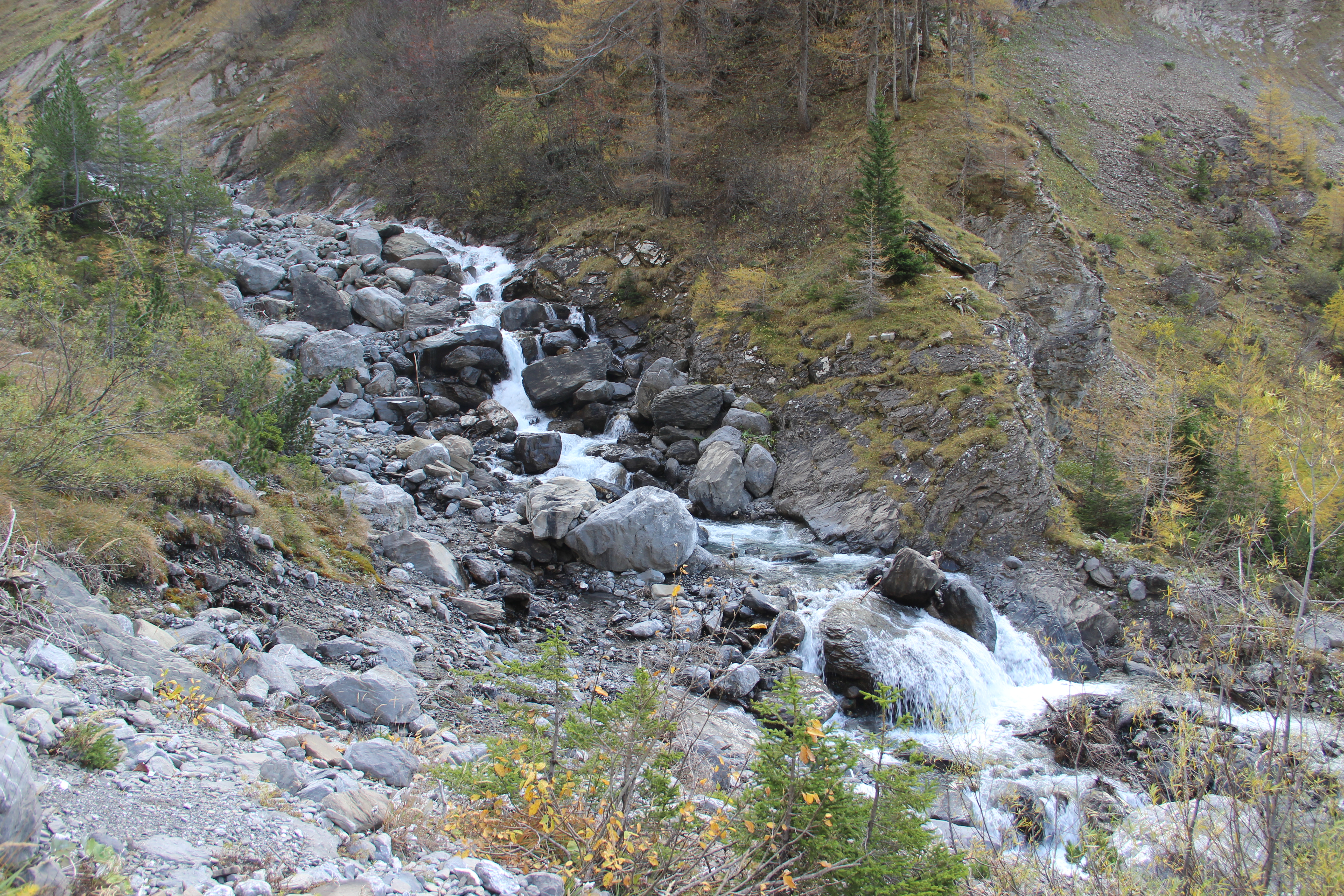
L'Avançon d'Anzeinde entre Solalex et Anzeindaz.
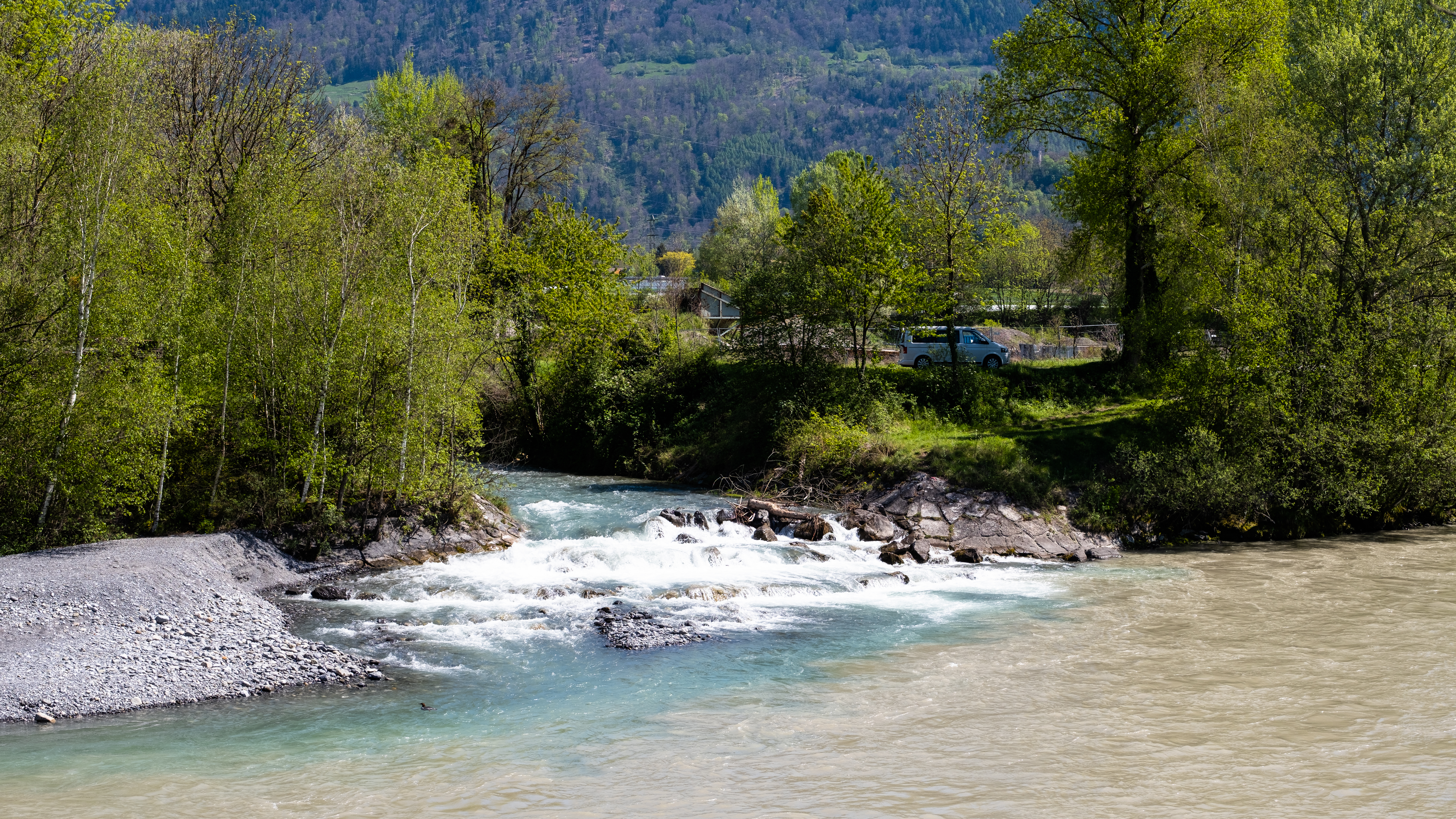
L'embouchure de l'Avançon avec le Rhône.

## Hydrologie
Son débit est de 3,86 m3/s (moyenne 2001-2008) au lieu-dit la Scierie, sur la commune de Bex. La part de glaciers recouvre 1,7 % du bassin versant.

## Débits et crues
|                       | jan.                                              | fév.         | mars          | avril       | mai         | juin         | jui.         | août        | sep.        | oct.         | nov.         | déc.         |
| Pointe (année)        | 9.32 (2004)                                       | 3.14- (2005) | 11.4 (2001)   | 13.5 (2003) | 28.4 (1999) | 24.9 (2004)  | 28.7 (2007)  | 35.2 (2005) | 17.1 (2001) | 43.3+ (2011) | 17.1 (2002)  | 9.37 (2010)  |
| Débit maximum (année) | 5.93 (2004)                                       | 2.58- (2007) | 10.2 (2001)   | 10.1 (2006) | 16.2 (2010) | 19.9 (2004)  | 21.0+ (2007) | 20.9 (2005) | 11.7 (2006) | 23.5 (2000)  | 11.5 (2002)  | 6.15 (2010)  |
| Débit minimal (année) | 0.668 (2005)                                      | 0.577 (2006) | 0.572- (2006) | 1.54 (2008) | 2.54 (2011) | 2.67+ (2011) | 2.25 (2011)  | 1.69 (2011) | 1.28 (2009) | 1.14 (2009)  | 0.970 (2011) | 0.811 (2004) |
|                       | Moyenne annuelle la plus grande: 4,71 m3/s (2001) |              |               |             |             |              |              |             |             |              |              |              |
|                       | Débit moyen 3,683 m3/s (2000-2011)                |              |               |             |             |              |              |             |             |              |              |              |
|                       | Moyenne annuelle la plus petite: 2,59 m3/s (2011) |              |               |             |             |              |              |             |             |              |              |              |

## Faune
La truite est présente dans la rivière. En 2014, l'inspection de la pêche du canton de Vaud en relève la capture de 32 dans l'Avançon d'Anzaindaz, 25 dans l'Avançon de Nant et 163 dans l'Avançon.
Le trançon de l'Avançon de Nant se situant dans la réserve naturelle du Vallon de Nant constitue une réserve de pêche. La pêche est interdite dès sa sortie du glacier des Martinets jusqu'à environ 160 m en aval du confluent avec le Nant de la Tour, au lieu indiqué par un panneau "interdiction de pêcher" (coordonnées 574'220/120'540).